# 976 (číslo)
Devět set sedmdesát šest je přirozené číslo. Římskými číslicemi se zapisuje CMLXXVI a řeckými číslicemi ϡοϝ´ nebo ϡοϛ´. Následuje po čísle devět set sedmdesát pět a předchází číslu devět set sedmdesát sedm.

## Matematika
976 je:
- Desetiúhelníkové číslo
- Deficientní číslo
- Složené číslo
- Nešťastné číslo

## Astronomie
- (976) Benjamina je planetka hlavního pásu, kterou objevil v roce 1922 Benjamin Jekhowsky
- NGC 976 je spirální galaxie v souhvězdí Berana

## Ostatní
- +976 je mezinárodní telefonní předvolba Mongolska

## Roky
- 976
- 976 př. n. l.